# Toro de Soga de Rubielos de Mora
El Toro de Soga es un festejo popular taurino que se celebra en Rubielos de Mora (Teruel) durante las fiestas patronales de la Santa Cruz, el 14 de septiembre.  Fue declarado Fiesta de Interés Turístico de Aragón en 2020.

## Origen y evolución
El origen de este festejo popular, como el de muchos otros, está vinculado a las celebraciones religiosas y a los traslados de ganado desde los corrales, situados fuera de las murallas, a la plaza de toros, que se encontraba en el interior de la villa.
Esta relación con las celebraciones religiosas se materializa con la organización de este tipo de festejos en homenaje al patrón del municipio o con motivo de la festividad del Corpus Christi. En Rubielos de Mora, la procesión que se realizaba en honor a la Santa Cruz se realizaba por las calles que formaban la ronda de muralla. Por su extensión, era muy difícil cerrar con barreras el recorrido para la realización de un encierro. Por ello, se optó por la organización de un toro con soga, que a la vez servía para despejar las calles previamente al inicio de los actos religiosos.
Durante los primeros años, la mayoría de toros que participaban en este festejo solían ser de labranza, llegando sueltos hasta las inmediaciones del casco urbano guiados por el pastor, o de los propietarios de las carnicerías de la villa, que los cedían tras alcanzar un acuerdo con la villa.  Esto cambió en el siglo XVI, cuando el carnicero tenía la obligación de ceder los toros para la fiesta. Estos eran trasladados por un pastor, a quien se le pagaba una cuantía, además de sufragar la manutención durante su estancia. Había ocasiones que, para ayudar al pastor, se enviaba a algunos vecinos del municipio; costumbre que dio origen a las actuales cuadrillas de sogueros.
En el siglo XVII la tradición se arraigó de forma notoria en el municipio, ya que es de esa época la primera documentación acreditativa del festejo, que configuró el itinerario que se ha venido siguiendo hasta la actualidad. Durante los siglos XIX y XX, fueron proliferando las crónicas que comentaban lo acaecido durante el toro de soga hasta alcanzar tal popularidad y relevancia para el municipio que, en 2020, fue declarada Fiesta de Interés Turístico Regional.

## Descripción del festejo
El toro de soga celebrado en Rubielos de Mora presenta varias particularidades que lo distinguen del que se celebra en otros municipios. En primer lugar, durante todo el recorrido únicamente lleva una soga, y no una baga.  
En segundo lugar, el toro es guiado por 6 personas, que se colocan siempre delante del toro, cuya indumentaria se compone de pantalón blanco y polo del mismo color con el escudo de la asociación. Además, llevan un fajín y un pañuelo azul.
Respecto al recorrido, este festejo discurre desde el principal acceso a la población, el portal de San Antonio, llegando a la plaza Hispano América, para recorrer la tradicional "vuelta de procesión" que, como se ha dicho anteriormente, se corresponde en muchos tramos a la ronda de muralla de la población.

## Otros toros de cuerda en el municipio
Aparte de este festejo popular, en la actualidad se corre el toro de cuerda en otras festividades importantes del municipio. Estas son:
- La Virgen del Carmen (16 de julio)[10]
- El Toro de las Higas (la mañana del 15 de septiembre)[11]
- La Virgen del Pilar (12 de octubre)[12]

## Reconocimientos
- El 12 de marzo de 2020, el Departamento de Industria, Competitividad y Desarrollo Empresarial  del Gobierno de Aragón emitió una orden por la que se declaró el Toro de Soga de Rubielos de Mora como fiesta de interés turístico de Aragón.[13][14]